# جايسون غولد
جايسون غولد (بالإنجليزية: Jason Gould)‏ (و. 1966  م) هو منتج أفلام، وكاتب سيناريو، وكاتب، وممثل أفلام، وممثل مسرحي أمريكي، ولد في نيويورك.

## وصلات خارجية
- جايسون غولد على موقع IMDb (الإنجليزية)
- جايسون غولد على موقع ألو سيني (الفرنسية)
- جايسون غولد على موقع ميوزك برينز (الإنجليزية)
- جايسون غولد على موقع أول موفي (الإنجليزية)
- جايسون غولد على موقع قاعدة بيانات الأفلام السويدية (السويدية)
- جايسون غولد على موقع إن إن دي بي (الإنجليزية)
- جايسون غولد على موقع أول ميوزيك (الإنجليزية)
- جايسون غولد على موقع ديسكوغز (الإنجليزية)
- جايسون غولد على موقع قاعدة بيانات الفيلم (الإنجليزية)
- جايسون غولد على موقع كينوبويسك (الروسية)